# Leiolopisma mauritiana
Leiolopisma mauritiana é uma espécie de réptil escamado da família Scincidae.
Apenas pode ser encontrada na Maurícia.